# Liptauer

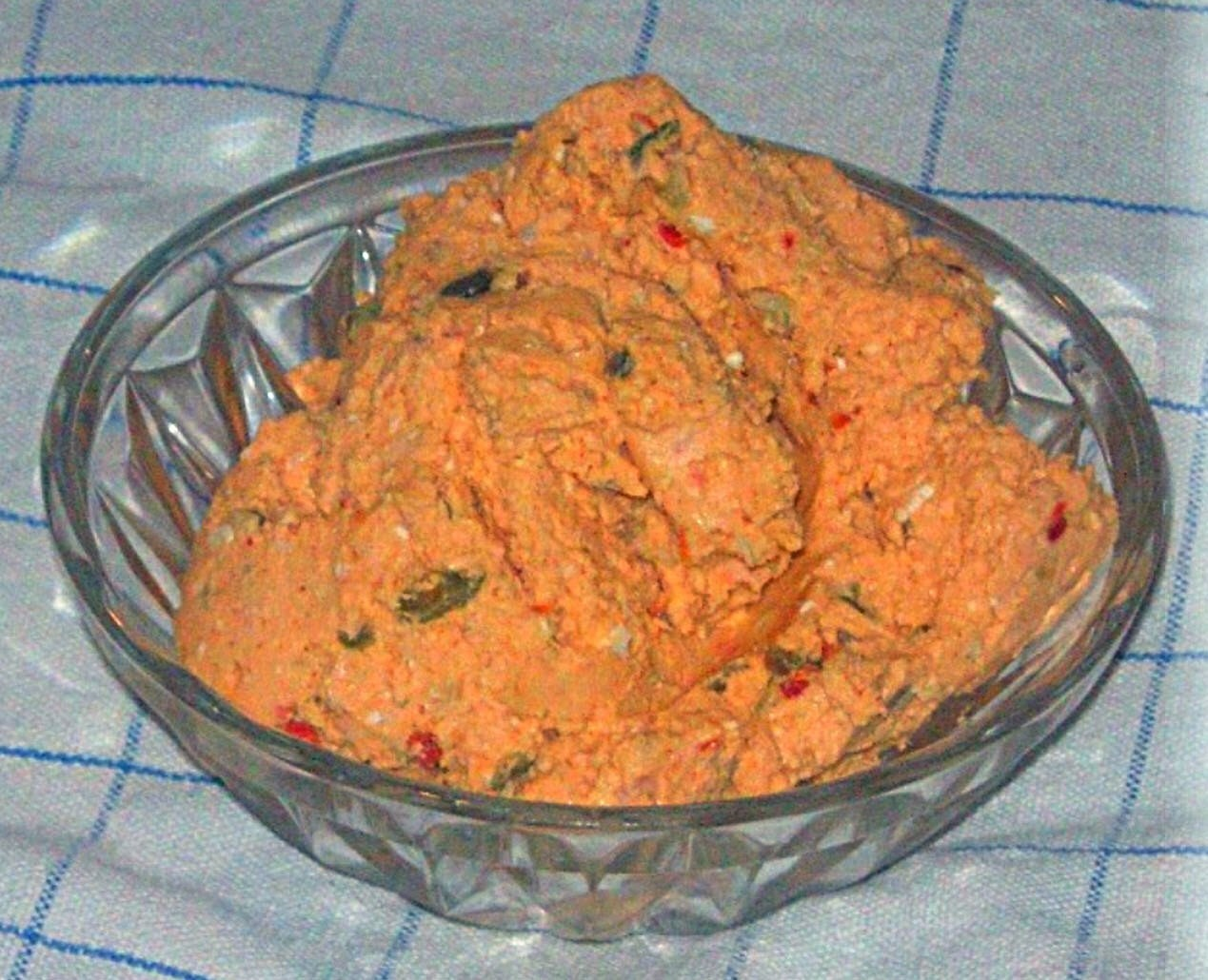
Een portie liptauer

Liptauer is een uit Slowakije afkomstig mengsel van verse schapenkaas, boter en paprika dat als broodbeleg wordt gegeten. In Slowakije zelf wordt het šmirkáš genoemd, maar internationaal is het bekender onder zijn Duitse naam, die verwijst naar het gebied van herkomst, Liptov (Duits: Liptau). In Wenen wordt het traditioneel in heurigers geserveerd. Het is ook in Hongarije goed bekend, waar het liptói túró of körözött heet. In Noordoost-Italië is het bekend als spuma di formaggio all'ungherese (d.i. kaasmousse op z'n Hongaars).
Hoofdingrediënt van liptauer is bryndza , een Slowaakse zoute kaas gemaakt van schapenmelk. Deze kaas wordt gezeefd en gemengd met een gelijke hoeveelheid geslagen boter. Met zout, peper en paprika en facultatieve ingrediënten als kappertjes, mosterd, karwij en gesnipperde ui wordt het op smaak gebracht. Het wordt vooral op brood gesmeerd, maar ook als dipsaus of op toast geserveerd.

## Voetnoten
1. ↑  The Passionate Cook: Heurigen delights - Liptauer and blue cheese spread. Gearchiveerd op 15 januari 2021.
2. ↑  www.formaggio.it Liptauer